# JHD Alger
El Jil Handassat El Djazaïr, conocido simplemente como JHD Alger, fue un equipo de fútbol de Argelia que alguna vez jugó en el Championnat National de Première Division, la liga de fútbol más importante del país.

## Historia
Fue fundado en 1969 en la ciudad de Algiers con el nombre DNC Alger, aunque compitieron a nivel nacional desde la temporada 1972/73 cuando avanzó hasta los cuartos de final de la Copa de Argelia en esa temporada.
En 1981 cambiaron su nombre por el de JHD Alger, año en que consiguieron su título más importante, la Copa de Argelia, venciendo en la final al MA Hussein Dey 2-1. Gracias a ese logro clasificaron a su único torneo internacional, la Recopa Africana 1983, en la que fueron eliminados en los cuartos de final por el ASEC Abidjan de Costa de Marfil.
El equipo desapareció oficialmente en el año 1989.

## Palmarés
- Copa de Argelia: 1

1981/82

## Participación en competiciones de la CAF
| Temporada | Torneo          | Ronda            | Club         | Casa | Visita | Global |
| --------- | --------------- | ---------------- | ------------ | ---- | ------ | ------ |
| 1983      | Recopa Africana | 1                | ASC Trarza   | 8-1  | 0-0    | 8-1    |
| 1983      | Recopa Africana | 2                | Stade Malien | 2-0  | 1-2    | 3-2    |
| 1983      | Recopa Africana | Cuartos de final | ASEC Abidjan | 1-2  | 0-1    | 1-3    |